# Desiree van der Heiden
Desiree van der Heiden (24 februari 1990), is een Nederlands radio-dj op NPO Radio 2. Ze presenteert het programma Desiree in het Donker en de NPO Radio 2 Top 2000. 

## Loopbaan
Van der Heiden werkte eerst als communicatieadviseur op Schiphol. Daar merkte ze dat ze vooral het afnemen van interviews erg leuk vond. Zo kwam ze terecht bij Haarlem105, als verslaggever en later radio-dj. 
In 2021 kreeg ze een plek op de opleidingszender NPO KX. Datzelfde jaar kreeg ze een eigen nachtprogramma op NPO 3FM.
Eind 2021 stapte ze over naar NPO Radio 2, om daar dagelijks tussen 03:00 en 06:00 (vanaf juni 2023 tussen 04:00 en 06:00) uur het programma DagNacht te maken. Ze volgde Giel Beelen op, die naar de avond (maandag t/m donderdag 22:00 - 00:00 uur) verhuisde. Per januari 2024 verhuisde ze naar het tijdslot van 00:00 tot 2:00 uur, waar ze het programma Desiree in het Donker maakte. Door wijzigingen in de programmering verhuisde ze al na enkele weken naar het tijdslot 22:00 tot 00:00 uur, waar ze namens PowNed Dees Moet Je Horen! maakt. 
Sinds december 2022 maakt Van der Heiden deel uit van het dj-team voor de jaarlijkse NPO Radio 2 Top 2000.
Op 28 april 2025 maakte Desiree bekend dat haar laatste week van haar radioprogramma Dees Moet Je Horen! is in gegaan en dat een andere presentator die week daarop op haar plek ging zitten (22:00 tot 00:00) Op 1 mei werd bekend gemaakt dat Tim Op het Broek voortaan programma zal maken van 22:00 tot 00:00. Sinds 6 mei 2025 is Van der Heiden weer terug op haar oude tijdstip van 00:00 tot 02:00 uur 's nachts op NPO Radio 2.

## Trivia
- In 2022 en 2023 werd ze genomineerd voor een Marconi Award in de categorie Aanstormend Talent.
- Van der Heiden is groot ABBA-fan, net als haar collega Jeroen Kijk in de Vegte.

Huidige: · Annemieke Schollaardt · Bart Arens · Carolien Borgers · Evelien de Bruijn · Corné Klijn · Daniël Lippens · Desiree van der Heiden · Dolf Jansen · Eddy Keur · Emmely de Wilt · Evert Duipmans · Jan-Willem Roodbeen · Jeroen Kijk in de Vegte · Jeroen van Inkel · Leo Blokhuis · Martine ten Klooster · Morad El Ouakili · Paul Rabbering · Ruud de Wild · Shay Kreuger ·Tannaz Hajeby · Thomas Hekker · Willemijn Veenhoven
Voormalige: Alfred van de Wege · Andrew Makkinga · Bert Haandrikman · Bert Kranenbarg · Cees van Zijtveld · Cielke Sijben · Daniël Dekker · Edwin Diergaarde · Felix Meurders · Ferry Maat · Frank du Mosch · Frits Sissing · Frits Spits · Gerard Ekdom · Giel Beelen · Gijs Staverman · Hans Schiffers · Henk van Steeg · Jan Paul Grootentraast · Jasper de Vries · Jeanne Kooijmans · Jeroen Mulder · Jetske van Staa · Jurgen van den Berg · Karel van Cooten · Kasper Kooij · Kimberley Dekker · Malou Holshuijsen · Marc Adriani · Marisa Heutink · Mart Smeets · Miranda van Holland · One'sy Muller · Peter Schuiten · Peter van Bruggen · Rick van Velthuysen · Rob Stenders · Roeland van Zeijst · Ron Stoeltie · Rutger Radstaake · Ruud Hermans · Sander de Heer · Sander Guis · Sara Kroos · Simone Walraven · Ted de Braak · Thijs Maalderink · Thomas van Vliet · Timur Perlin · Toine van Peperstraten · Tom Mulder · Will Luikinga · Yora Rienstra· Wouter van der Goes· Frank van 't Hof · Stefan Stasse  ·